# Daphnia pileata
Daphnia pileata är en kräftdjursart som beskrevs av Paul D.N. Hebert och Finston 1996. Daphnia pileata ingår i släktet Daphnia och familjen Daphniidae. Inga underarter finns listade i Catalogue of Life.